# Anne de Lorraine
Anne de Lorraine (née le 25 juillet 1522 et morte le 15 mai 1568 à Diest) est la fille d'Antoine II, duc de Lorraine et de Bar et de Renée de Bourbon-Montpensier.

## Biographie
Recherchée un temps par[Quoi ?] Henri VIII d'Angleterre, elle épouse René de Châlon, prince d'Orange, comte de Nassau, seigneur de Breda le 20 août 1540 à Bar-le-Duc. Le prince était un ami proche de l'empereur Charles Quint. De cette union naquît une fille, Marie (née en 1544), qui ne vécut que trois semaines et qui fut enterrée en l'église Notre-Dame de Bréda.
Le prince d'Orange meurt le 15 juillet 1544 au siège de Saint Dizier, assisté par l'empereur Charles Quint. C'est à sa mémoire que la princesse fit ériger par Ligier Richier en l'église Saint-Étienne de Bar-le-Duc le fameux transi.
Le 15 juin 1544 était mort son père le duc de Lorraine et de Bar. Lui succéda son fils François Ier de Lorraine. Filleul du roi de France, le jeune souverain, soucieux comme son père de conserver la neutralité de ses duchés, avait épousé en 1541 Christine de Danemark, nièce de l'empereur. Il joua un rôle non négligeable dans les tractations qui aboutirent à la Trêve de Crépy-en-Laonnois qui ramena la paix entre la Maison de Valois et la Maison de Habsbourg. Il mourut prématurément l'année suivante à l'âge de 27 ans. Son successeur Charles III de Lorraine n'avait que deux ans. La régence fut confiée à la veuve du jeune duc qui était favorable à l'Empire et au frère du duc défunt, favorable à la France. Bientôt la régence fut confiée à la seule duchesse, mais en 1552, au cours de la Chevauchée d'Allemagne qui permit à la France d'annexer les évêchés de Metz, Toul et Verdun, le roi Henri II de France confia la régence au seul prince Nicolas de Lorraine et s'arrogea l'éducation du petit duc de huit ans qu'il emmena avec lui pour le faire éduquer avec ses enfants et lui donner une éducation toute française. Le jeune duc ne revint dans ses états qu'à l'âge de seize ans flanqué d'une épouse de sang royal français.
Entretemps, le 9 juillet 1548, Anne de Lorraine épousa en secondes Philippe II de Croÿ, prince de Croÿ et duc d'Aerschot, lui aussi veuf, mais âgé de 52 ans et déjà pourvu d'une nombreuse progéniture. Anne se trouvera veuve une seconde fois au mois d'avril de l'année suivante. De cette union naquît cependant un fils posthume, Charles Philippe de Croÿ (né le 1er septembre 1549 à Bruxelles et décédé le 25 novembre 1613 en Bourgogne), prince de Croÿ, qui épousa, en 1580, Diane de Dommartin, baronne de Fontenoy-le-Château (née en 1552 et décédée après 1625).
Anne, deux fois veuve à l'âge de 27 ans, ayant perdu son père et son frère aîné, ne se remaria pas et se consacra à l'éducation de son fils. Elle mourut en 1568 à l'âge de 46 ans à Diest.